# Maria Josep Picó i Garcés
Maria Josep Picó i Garcés (Sagunt, Camp de Morvedre, 1973) és una periodista i política valenciana.
Ha col·laborat en diversos mitjans de comunicació, com ara Televisió Valenciana, Ràdio Nou, El Temps o Mètode, la revista de divulgació científica de la Universitat de València. Des del 1998 és col·laboradora del diari Levante-EMV. El 2004 per posar en marxa i dirigir la revista de natura i ciència Nat, de l'editorial Sàpiens Publicacions. El 2005 va rebre el Premi Nacional de Periodisme Mediambiental. Imparteix classes al Màster de Comunicació Científica, Sanitària i Ambiental de la Universitat Pompeu Fabra de Barcelona, al Grau en Periodisme de la Universitat Jaume I (UJI) de Castelló i publica articles d'opinió, ecologia i meteorologia en diversos diaris de l'àrea mediterrània del grup Editorial Premsa Ibèrica. També ha publicat El canvi climàtic a casa nostra (2007) i El planeta i tu. Idees per a cuidar el medi ambient (2008).
Per a les eleccions estatals del 10 de novembre de 2019, fou convidada per la coalició de Compromís i Més País com a número 2 de la circumscripció de València com a independent i va substituir al diputat Joan Baldoví els darrers mesos de la legislatura quan aquest va dimitir per ser candidat a la presidència de la Generalitat a les eleccions a les Corts Valencianes.
El 2023 també va ocupar el segon lloc de les llistes de Compromís a les eleccions locals de Sagunt aconseguint l'acta de regidora. Un any després s'integrà en l'executiva del partit Més-Compromís liderada per la secretària general Amparo Piquer, triada al 9è Congrés Nacional del partit.